# PiPit
PiPit （ピピット） はトヨタ自動車が統括し、トヨタモビリティ東京を含む日本各地のトヨタ販売会社（トヨタ店・トヨペット店・カローラ店・ネッツ店）・トヨタL&F店とその傘下にあるトヨタレンタリース店・トヨタモビリティパーツ（旧・トヨタ部品共販）店が運営展開するKDDI（au、UQ mobile）、およびソフトバンク （ただしY!mobileブランドのみ。旧・ワイモバイル←ウィルコム←DDIポケット）、およびNTTドコモのキャリアショップである。
トヨタ販売会社が運営しているが故に店舗によって機器設備やスキルにバラツキがあるため、ソフトバンク・ウィルコム沖縄(いずれもY!mobile)）・NTTドコモ側の公式サイトやコールセンターではキャリアショップとして積極的に案内されていない。au以外は撤退も多く、お膝元の名古屋トヨペットや首都圏のトヨタ部品神奈川共販（現・トヨタモビリティパーツ神奈川支社）などはソフトバンクの扱いを既に終了した。2021年より一部店舗にてUQ mobileの取扱いを開始した。

## 概要
家電量販店など携帯電話販売店・取扱店とは異なり、端末の販売のほか修理受付や諸手続などauショップおよびY!mobileショップ（旧・ウィルコムプラザ）とほぼ同様のサービスが受けられる。
自動車ディーラーのショールームや事務所に併設されているため、それら店舗では来客者用の駐車場が利用できる。一部の販売店では小型店舗を「PS」の店名で区別していたり（三重トヨタ自動車のPSセンター、神奈川トヨタ自動車のPS店、トヨタカローラ南茨城のPSスクエアなど）、ショールームとは独立したPiPit単独店舗を出店している場合もある。
au携帯電話サービスにおいてトヨタ自動車（一次代理店）を介しトヨタ販売会社はKDDIと（沖縄県は沖縄セルラー電話とも）代理店契約を締結している（二次代理店にあたる）ため、KDDIの固定通信サービス （auひかり、au one net、auまとめラインなど）の加入受付なども取り扱っている。
もともとトヨタグループの日本高速通信（後にKDDに吸収合併）が出資したアステルグループの携帯電話販売店「アステルスポット」として展開を開始したのが源流である。携帯電話の普及によりトヨタグループの日本移動通信（提供地域以外ではデジタルツーカー（のちのJ-PHONE））の取扱いを開始しPiPitに改めた。2000年10月にKDDIが発足するのに合わせて同年6月からIDO以外の地域でDDIセルラー、10月より全国で旧DDIの固定通信系サービスおよびDDIポケットの取扱いを開始した。なお、アステルやJ-PHONEとの併売も一時存在した。
PiPitがないトヨタ販売店でも、販売会社によっては端末の販売や契約変更などを系列のPiPit店もしくは販売会社本社に取り次ぐ形でそれぞれ受け付けていたり、法人営業部門を有する場合がある。また、PiPitに依らずトヨタ販売会社やデンソーなどの地域子会社が二次代理店としてauショップを運営している場合もある。

## 限定販売機種
- ぴぴっとフォン（AP-K301TおよびAP-K302T）- 小児の利用を想定したPiPit限定販売の京セラ製ウィルコムPHS
- デジタルミニモ539G（IDO）/ D210DE（DDIセルラーグループ）- 起動画面にトヨタのCIマークが表示されるほか、当時のトヨタ車のCM曲が着信音として収録されていた。
- トヨタケータイ TiMO W44T II（CDMA W44T II） - 2006年10月から2007年5月まで限定販売されていた富士通モバイルコミュニケーションズ（2006年-2007年当時東芝モバイルコミュニケーション社）製のPiPitオリジナルau携帯電話。

## 注
1. ↑  但し、デジタルツーカーは日産自動車（トヨタの同業他社）が設立に関与していた。
2. ↑  ソフトバンク（旧・ワイモバイル←ウィルコム←DDIポケット）は2020年6月現在、ごく一部のY!mobile特約店（旧・ウィルコムカウンター）の指定を受けているところに限定されている。